# Lajos Virág
Lajos Virág (ur. 27 czerwca 1977) – węgierski zapaśnik walczący w stylu klasycznym. Dwukrotny olimpijczyk. Dziewiąty w Atenach 2004 i szesnasty w Pekinie 2008. Startował w kategorii 96 kg.
Wicemistrz świata w 2005. Dziewiąty na mistrzostwach Europy w 2002. Uniwersytecki wicemistrz świata w 2002 roku.
- Turniej w Atenach 2004

Pokonał Garretta Lowneya z USA, a przegrał z Kubańczykiem Ernesto Peñą.
- Turniej w Pekinie 2008

Przegrał z Adamem Wheelerem z USA.